# Youssef Saad Kamel

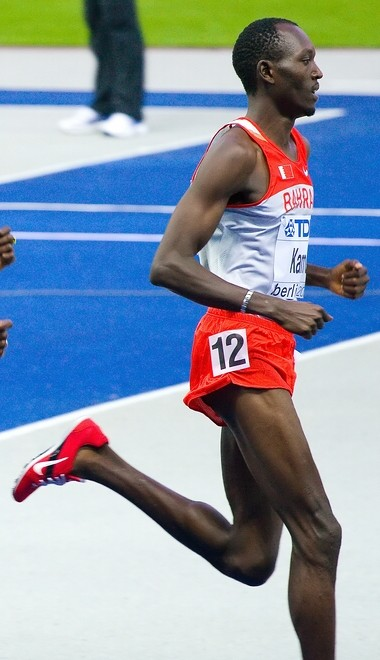
Youssef Saad Kamel

Youssef Saad Kamel, född den 29 mars 1983 som Gregory Konchellah i Narok, Kenya, är en friidrottare som representerar Bahrain i medeldistanslöpning. Kamal är son till den tidigare världsmästaren på 800 meter Billy Konchellah.
Kamel deltog på Olympiska sommarspelen 2004 men blev utslagen redan i försöken. Hans stora genombrott kom vid IAAF World Athletics Final samma år i Monaco där han vann guld på 800 meter. Vid VM misslyckades han både 2005 i Helsingfors och 2007 i Osaka att ta sig vidare till finalen. 2007 lyckades han även att vinna guld vid IAAF World Athletics Final i Stuttgart. På inomhus VM i Valencia 2008 blev han bronsmedaljör.
Han deltog vid Olympiska sommarspelen 2008 där han slutade på femte plats på 800 meter. Bättre gick det vid VM 2009 i Berlin där han något överraskande vann guld på 1 500 meter, på tiden 3.35,93. Kamel deltog även på 800 meter där han blev bronsmedaljör. 

## Personliga rekord
- 800 meter - 1.42,79
- 1 500 meter - 3.31,56